# Parafia Najświętszej Maryi Panny Nieustającej Pomocy w Przygodzicach
Parafia pw. Najświętszej Maryi Panny Nieustającej Pomocy w Przygodzicach – rzymskokatolicka parafia w dekanacie Ostrów Wielkopolski II.

## Budowa kościoła
Po odłączeniu w roku 1779 od parafii wysockiej Przygodzice do roku 1933 należały do parafii św. Stanisława w Ostrowie Wielkopolskim. O budowie kościoła mieszkańcy Przygodzic marzyli od zakończenia I wojny światowej. Propozycja księdza proboszcza Kazimierza Rolewskiego, który na spotkaniu z mieszkańcami Przygodzic w roku 1924 zaproponował przyłączenie Przygodzic do nowo powstałej parafii w Jankowie Przygodzkim nie spotkała się z ich poparciem. Wolą ich była własna parafia i własny kościół. 
Już w 1924 roku powstał komitet budowy, który rozpoczął gromadzenie funduszy. Zapał był wielki, ale koszt budowy około 50 000 zł przy miesięcznych zarobkach dobrze płatnego robotnika w wysokości 100 zł, znacznie przewyższał możliwości mieszkańców Przygodzic. Wielkie zasługi w dziele budowy kościoła, a szczególnie w finansowym wsparciu szczytnego celu miał administrator folwarku w Przygodzicach Bronisław Pankalla i jego żona Stanisława. To oni z własnej kiesy wyłożyli 35 000 zł, a resztę wyłożyli mieszkańcy i dołożyli własną pracę. W czerwcu 1925 roku zebrawszy odpowiednie fundusze mieszkańcy Przygodzic kupili za 6.000 zł od księcia Ferdynanda Radziwiłła 0,5 ha ziemi wraz ze znajdującymi się na niej gościńcem, domem mieszkalnym i ogrodem. Budynek gościńca był dość obszerny, więc do czasu zgromadzenia materiałów i funduszy starannie go wysprzątano, usunięto zbędne meble i urządzono małą kapliczkę. Na miejscu jednego z rozebranych budynków już od czerwca rozpoczęły się prace przy budowie fundamentów kościoła. Zakończenie budowy i wyposażanie kościoła trwało jeszcze sześć lat. 1 stycznia 1933 roku kościół w Przygodzicach został odłączony od parafii św. Stanisława w Ostrowie Wlkp. i przyłączony do nowej parafii św. Józefa w Jankowie Przygodzkim. 1 kwietnia 1938 roku utworzono parafię w Przygodzicach ze wspólnym proboszczem z Jankowem Przygrodzkim – ks. Franciszkiem Kuchowiczem.

## Proboszczowie
Źródło: strona parafii
- ks. Franciszek Kuchowicz (1938–1942)
- ks. Feliks Brysiewicz (1945–1946)
- ks. Edward Pawlak (1956–1986)
- ks. Stefan Stasiński (1987–1991)
- ks. Marcin Taisner (od 1991)